# Hayao Kawabe
Hayao Kawabe (川辺 駿, Kawabe Hayao), né le 8 septembre 1995 à Hiroshima dans le district d'Asakita-ku, est un footballeur international japonais. Il évolue au poste de milieu offensif au Sanfrecce Hiroshima.

## Biographie

### En Club

#### Carrière au Japon
Il participe à la Ligue des champions d'Asie avec le club du Sanfrecce Hiroshima.

#### Grasshopper Club Zurich
Le 8 juillet 2021, il débarque en Europe au club suisse du Grasshopper Club Zurich. Il dispute son premier match avec Grasshopper contre le FC Lausanne le 7 août 2021 (victoire 3-1) et inscrit son premier but pour les Hoppers le 31 octobre 2021 au FC Sion (victoire 1-3).

#### Wolverhampton Wanderers FC avec prêt au Grasshopper
Repéré par le club anglais de Premier League Wolverhampton Wanderers FC, il est transféré là-bas en janvier 2022 mais n'y dispute aucun match et est prêté dans la foulée au Grasshopper où il poursuit sa carrière comme titulaire régulier jusqu'à la fin de la saison 2022-2023.

#### Standard de Liège
Le 7 juillet 2023, il est transféré au club belge du Standard de Liège pour un montant estimé à 1,5 million d'euros en signant un contrat allant jusqu'à juin 2027. Il joue son premier match avec les Rouches le 30 juillet 2023 lors de la première journée du championnat de Belgique à Saint-Trond (défaite 1-0) et inscrit son premier but lors du déplacement au KV Courtrai le 26 août 2023 (1-1). Le 22 octobre, il inscrit un joli but par un tir décroisé contre le RSC Anderlecht (victoire 3-2). Le 25 novembre, il marque l'unique but du match contre le KRC Genk d'une reprise de volée de l'extérieur du pied droit à la suite d'un centre de Cihan Çanak.

#### Sanfrecce Hiroshima
Le 2 août 2024, Hayao est transféré au Sanfrecce Hiroshima pour un montant de 3,5 millions d'euros.

### Équipe nationale
Avec l'équipe du Japon des moins de 19 ans, il dispute le championnat d'Asie des moins de 19 ans en 2014. Le Japon est éliminé en quarts de finale par la Corée du Nord.

## Palmarès
- Champion du Japon en 2013 avec le Sanfrecce Hiroshima
- Vice-champion du Japon de deuxième division en 2015 avec le Sanfrecce Hiroshima